# Ямайка на зимних Олимпийских играх 1992
Ямайка принимала участие в Зимних Олимпийских играх 1992 года в Альбертвиле (Франция) во второй раз за свою историю, но не завоевала ни одной медали. Вновь страну представляли только бобслеисты, которые на этот раз смогли выставить два экипажа в соревнованиях двоек.

## Результаты

### Бобслей
| Экипаж | Спортсмены                 | Дисциплина | 1-й спуск | 1-й спуск | 2-й спуск | 2-й спуск | 3-й спуск | 3-й спуск | 4-й спуск | 4-й спуск | Итог    | Итог  |
| Экипаж | Спортсмены                 | Дисциплина | Время     | Место     | Время     | Место     | Время     | Место     | Время     | Место     | Время   | Место |
| ------ | -------------------------- | ---------- | --------- | --------- | --------- | --------- | --------- | --------- | --------- | --------- | ------- | ----- |
| JAM-2  | Девон Харрис Рики Макинтош | двойки     | 1:02.57   | 34        | 1:02.88   | 33        | 1:03.13   | 35        | 1:03.10   | 35        | 4:11.68 | 35    |
| JAM-1  | Дадли Стоукс Крис Стоукс   | двойки     | 1:02.93   | 37        | 1:03.30   | 37        | 1:03.38   | 36        | 1:03.15   | 36        | 4:12.76 | 36    |

| Экипаж | Спортсмены                                        | Дисциплина | 1-й спуск | 1-й спуск | 2-й спуск | 2-й спуск | 3-й спуск | 3-й спуск | 4-й спуск | 4-й спуск | Итог    | Итог  |
| Экипаж | Спортсмены                                        | Дисциплина | Время     | Место     | Время     | Место     | Время     | Место     | Время     | Место     | Время   | Место |
| ------ | ------------------------------------------------- | ---------- | --------- | --------- | --------- | --------- | --------- | --------- | --------- | --------- | ------- | ----- |
| JAM-1  | Дадли Стоукс Рики Макинтош Майкл Уайт Крис Стоукс | четвёрки   | 1:00.12   | 25        | 1:00.48   | 27        | 1:00.38   | 24        | 1:00.39   | 25        | 4:01.37 | 25    |